# Tomonori Tateishi
Tomonori Tateishi (立石 智紀 Tateishi Tomonori?), född 22 april 1974 i Chiba prefektur, är en japansk före detta fotbollsspelare.
Tateishi började sin karriär 1993 i JEF United Ichihara (JEF United Chiba). 1998 blev han utlånad till Avispa Fukuoka. Med JEF United Chiba vann han japanska ligacupen 2005 och 2006. Han avslutade karriären 2008.